# Sarroca de Lleida
Sarroca de Lleida est une commune de la province de Lérida, en Catalogne, en Espagne, de la comarque de Segrià.